# 马雪
马雪（法語：Massieux，法語發音：[masjø]），法国东部城市，奥弗涅-罗讷-阿尔卑斯大区安省的一个市镇，隶属于布雷斯地区布尔格区，其市镇面积为3.1平方公里，2022年1月1日时人口数量为2,733人，在法国城市中排名第4,090位。
马雪位于安省西南部，索恩河左岸的一处高地上，西侧和南侧与里昂大都会接壤，A46高速公路经过此地并设有出入口。

## 地名来源
“Massieux”一名的来源尚有待考证，该名称可能与拉丁语人名“Matius”有关。
马雪所处区域历史上曾通行法兰克-普罗旺斯语。“Massieux”在该语言对应的维基百科条目中被拼写为“Massiô”。

## 历史

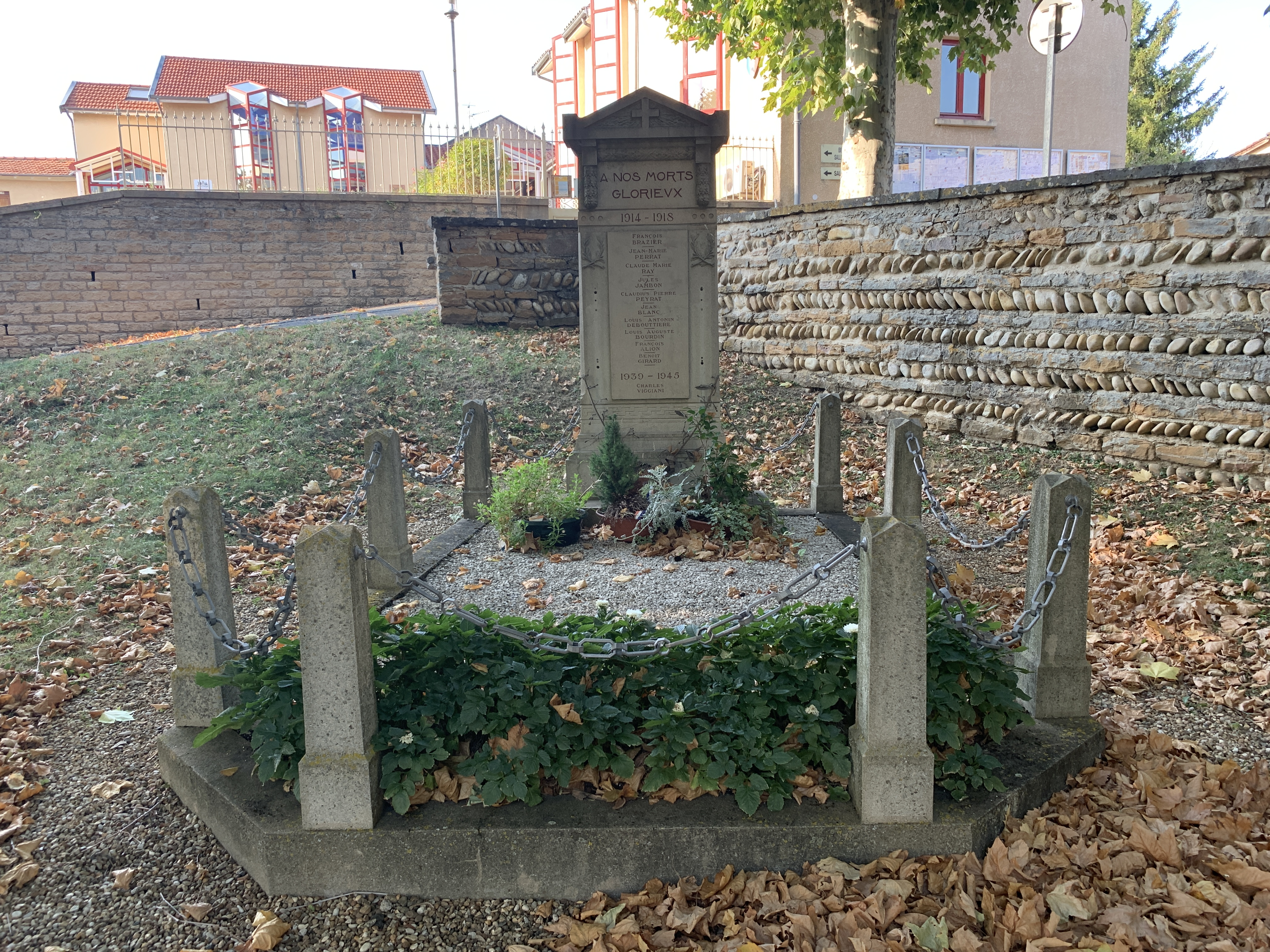
马雪境内的一处烈士纪念碑

马雪的早期历史尚不清楚。根据当地官方网站的论述，马雪最初于公元1176年被记载，彼时该区域为栋布和里昂的交汇地带，人烟稀少。中世纪末，当地出现了一处木质教堂。法国大革命后，马雪成为安省的一个市镇。工业革命期间，途径马雪的里昂—特雷武铁路建成通车，该铁路于二战前夕停止服务。直至20世纪60年代末，马雪尚为一个人口不足300的普通农业市镇。自20世纪70年代以来，随着里昂的城市扩张及高速公路的建成，马雪人口数量快速增加，当地出现了新兴居民区及物流园区。

## 地理

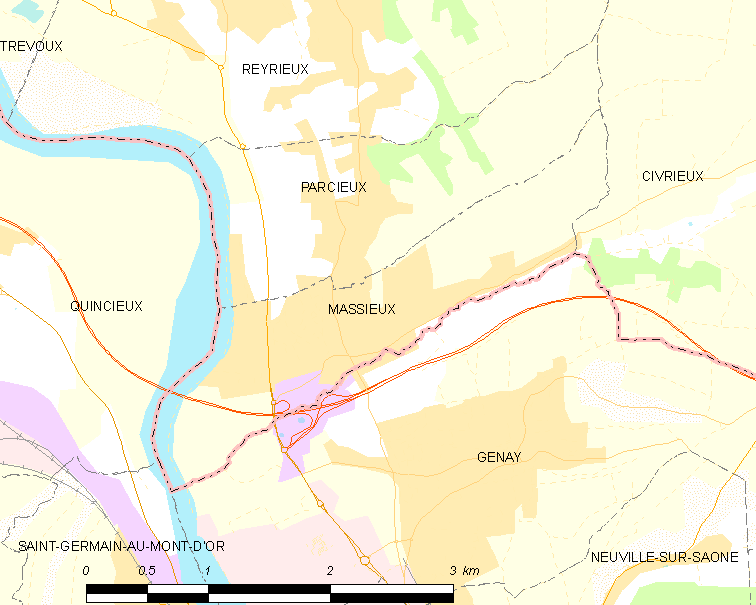
马雪市镇范围地图

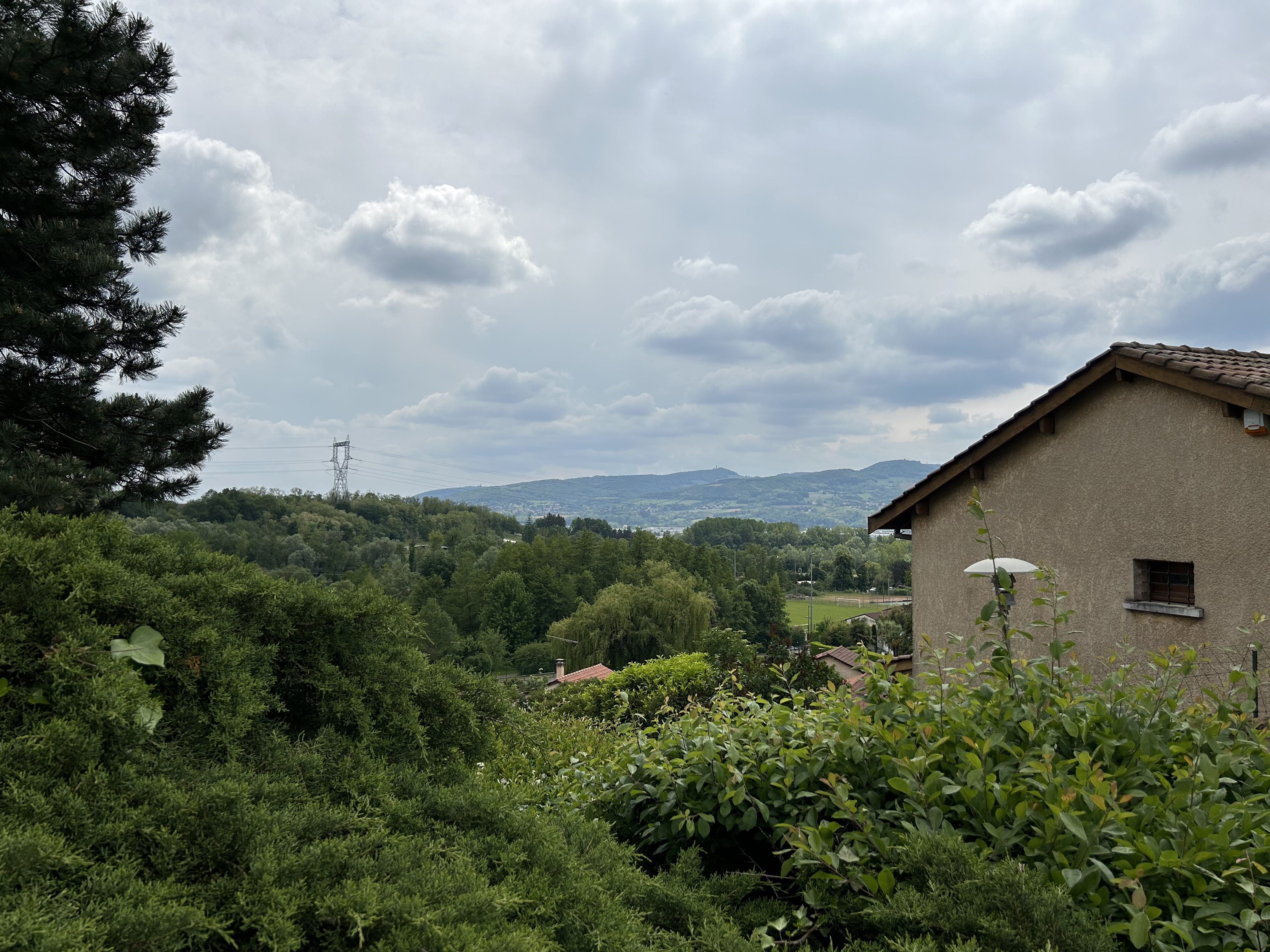
马雪附近的自然景观

马雪位于法国东部偏南，奥弗涅-罗讷-阿尔卑斯大区中部和安省西南部，距离省会布雷斯地区布尔格大约53公里。与马雪接壤的市镇包括：帕尔雪、锡夫里约、坎雪、圣日耳曼欧蒙多尔、锡夫里约和热奈。

### 地形
马雪位于栋布地区西南部边缘，境内以平原为主，市镇中心整体地势自西向东略有抬升，整体较为平坦，全境海拔在168到284米之间。

### 水文
马雪位于罗讷河流域范围内，索恩河干流自北向南流经市镇西界，其左岸一条名叫“Grand Rieux”的支流自东向西流经市镇南界。

### 植被
马雪属于温带阔叶混交林区，市区东南部的马雪生态公园（Ecoparc de Massieux）是当地主要的城市绿地。
在鲜花城市的评比中，马雪暂未被评级。

### 气候
马雪在柯本气候分类法中属于带有一定大陆性特征的温带海洋性气候（Cfb）。

## 行政区划
马雪的市镇编号为01238，邮政编号为01600。
在行政管理方面，马雪隶属于法国奥弗涅-罗讷-阿尔卑斯大区安省布雷斯地区布尔格区；在地方选举方面，马雪隶属于特雷武县，其市镇范围全境被划入安省第二选区；在社会管理方面，马雪是栋布索恩河谷市镇公共社区的组成部分。
截至2023年10月，马雪市镇范围内暂无任何城市敏感街区及城市政策优先街区。
法国国家统计与经济研究所（简称）在进行数据统计时，将马雪及相邻的另外123个市镇设为里昂城市核心区，并将包括核心区在内的周边共498个市镇划为里昂城市区。自2020年起，里昂城市区被包含398个市镇的里昂城市辐射区代替。此外，还将马雪市镇整体看作一个“块区”（IRIS），以便于统计人口分布情况。

## 交通

### 公路
A46高速公路经过马雪市区南部，通过2号出入口连接市区，此外还有安省省道D66E线、D933线等在马雪境内交汇。奥弗涅-罗讷-阿尔卑斯城际巴士（商业名称为）下属的A84线停靠马雪，可直通索恩河畔讷维尔和特雷武。
2020年，92.9%的马雪家庭拥有至少一辆私人汽车。2021年，马雪境内共发生各类交通事故1起，造成2人受伤，其中1人重伤。
| 2 | 2.3 |

| 布雷斯地区布尔格 | 53 |

| 索恩河畔自由城 | 18 |

| 特雷武 | 8 |

### 铁路
马雪位于里昂－特雷武铁路上，该铁路现已废弃。
距离马雪公路里程最近的运营中的客运铁路车站为5公里外的阿尔比尼-讷维尔站，该站停靠往返于索恩河畔自由城和维埃纳一线的区域列车，部分班次可直通马孔。

### 航空
距离马雪最近的民用航空站为37公里外的里昂圣埃克絮佩里机场。

### 城市公共交通
特雷武城市公共交通（商业名称为）是当地的城市公共交通系统。截至2023年10月，该系统共包括十余条各类公交线路，其中马雪市区内设有两处定制巴士停靠点。

## 政治

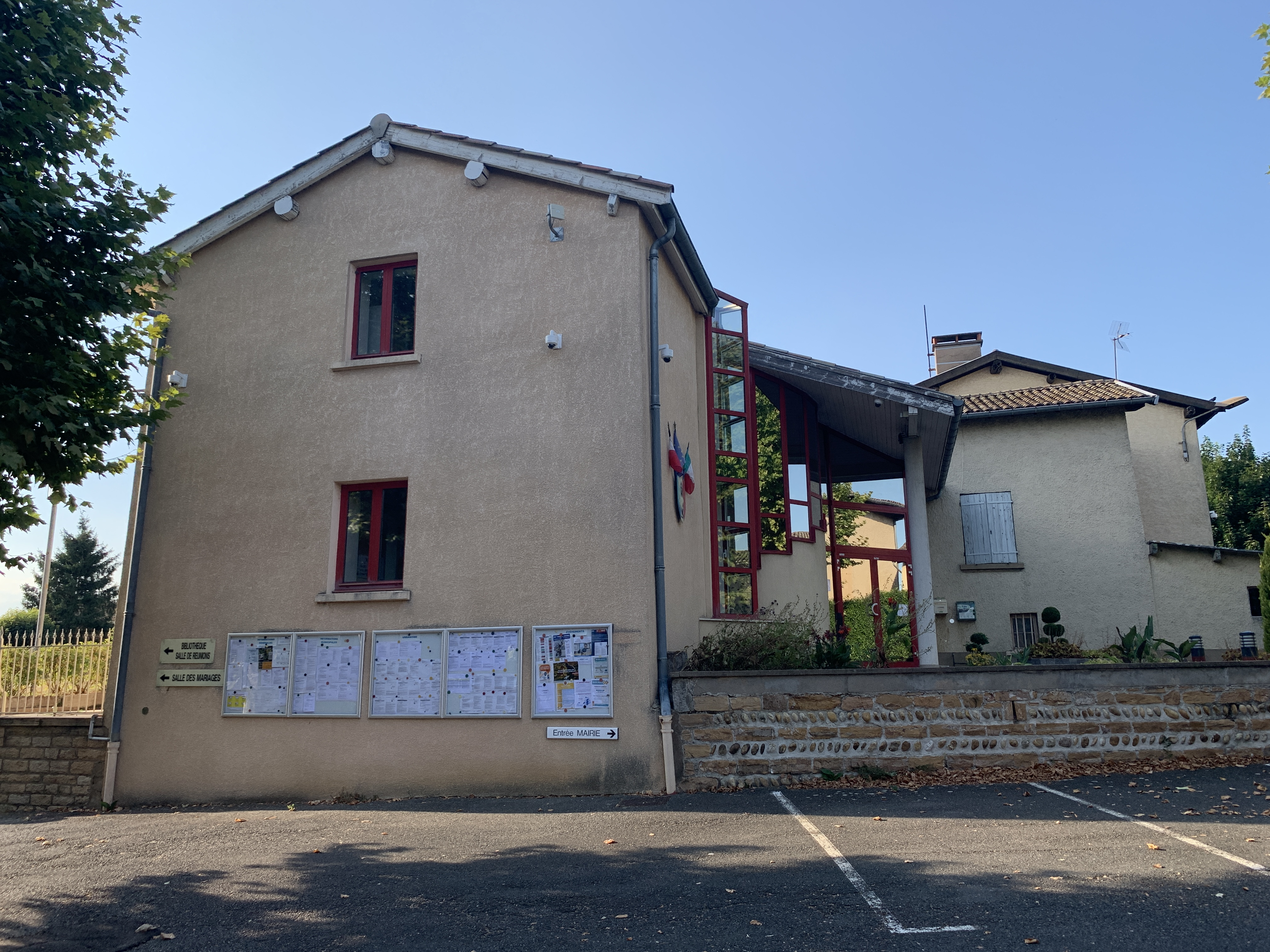
马雪市政厅

马雪的现任市长为帕特里克·纳贝特先生（Patrick NABETH），他是一名无党派人士，在2020年的市政选举中获得了53.18%的支持率。
在2022年的法国总统大选的第二轮选举中，法国第25任总统埃马纽埃尔·马克龙在马雪获得了57.81%的支持率。

## 人口
2020年，马雪市镇人口数量为2,709，在法国排名第4,090位。其中男性1,352人，女性1,357人，75岁及以上人口占5.8%，外籍人口数量为79人，人口密度为874人/平方公里，当地居民被称为（男性）或（女性）。2021年，马雪境内出生27人，死亡人口7人。
| 马雪1901年－2020年人口变化情况 |
|                                |
| 数据来源：Cassini、INSEE       |

## 经济
马雪是一个区域性的中心城市。截至2023年10月，马雪市镇范围内共有各类用人单位（包含自雇）379家，平均历史为13年，其中99.5%为中小型企业（PME），2023年8月至10月间，当地的经济活力指数为0。（防水工程）、（餐饮）及（家居）是当地2021年营业额最高的三个企业，分别为4,316,593欧元、703,771欧元和605,435欧元。

## 财政与居民收入
2021年，马雪的财政收入总额为1,969,630欧元，财政支出总额为1,594,850欧元，当年的债务总额为1,211,710欧元。2021年，马雪市镇通过增值税获得196,460欧元的收入，此外当地还共获得了283,690欧元的国家直接财政补助。
2019年，马雪的人均月收入总额为2,768欧元，其中高级职员为4,127欧元，低于法国平均水平（4,230欧元）；中级职员为2,672欧元，高于法国平均水平（2,411欧元）；普通职员为1,902欧元，高于法国平均水平（1,740欧元）。
2020年，马雪境内的青壮年（15至64岁）失业率为6.6%；2022年，当地64.1%的家庭拥有纳税资格，平均纳税3,993欧元，低于法国平均水平（4,393欧元）。

## 社会事务

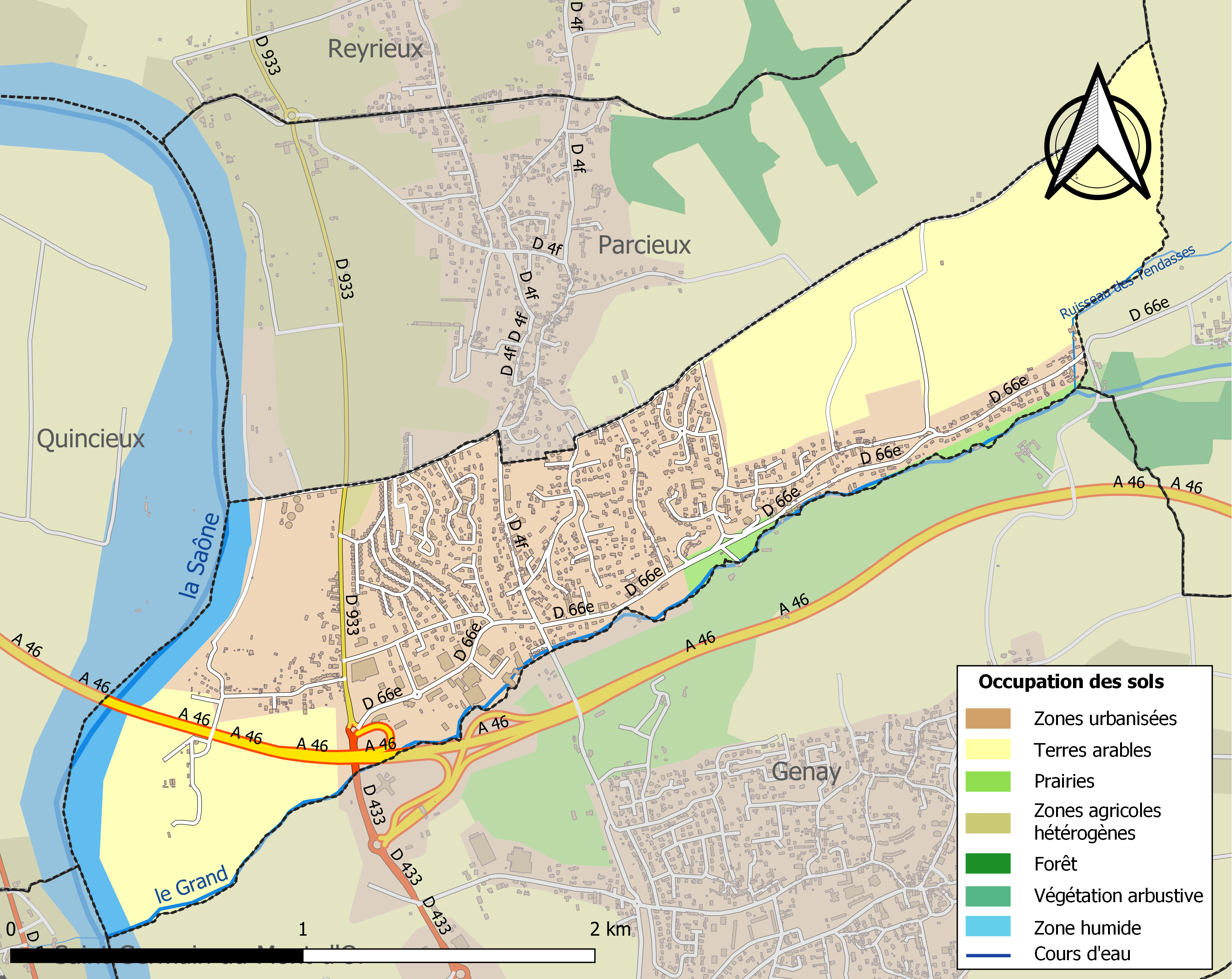
马雪土地利用情况地图

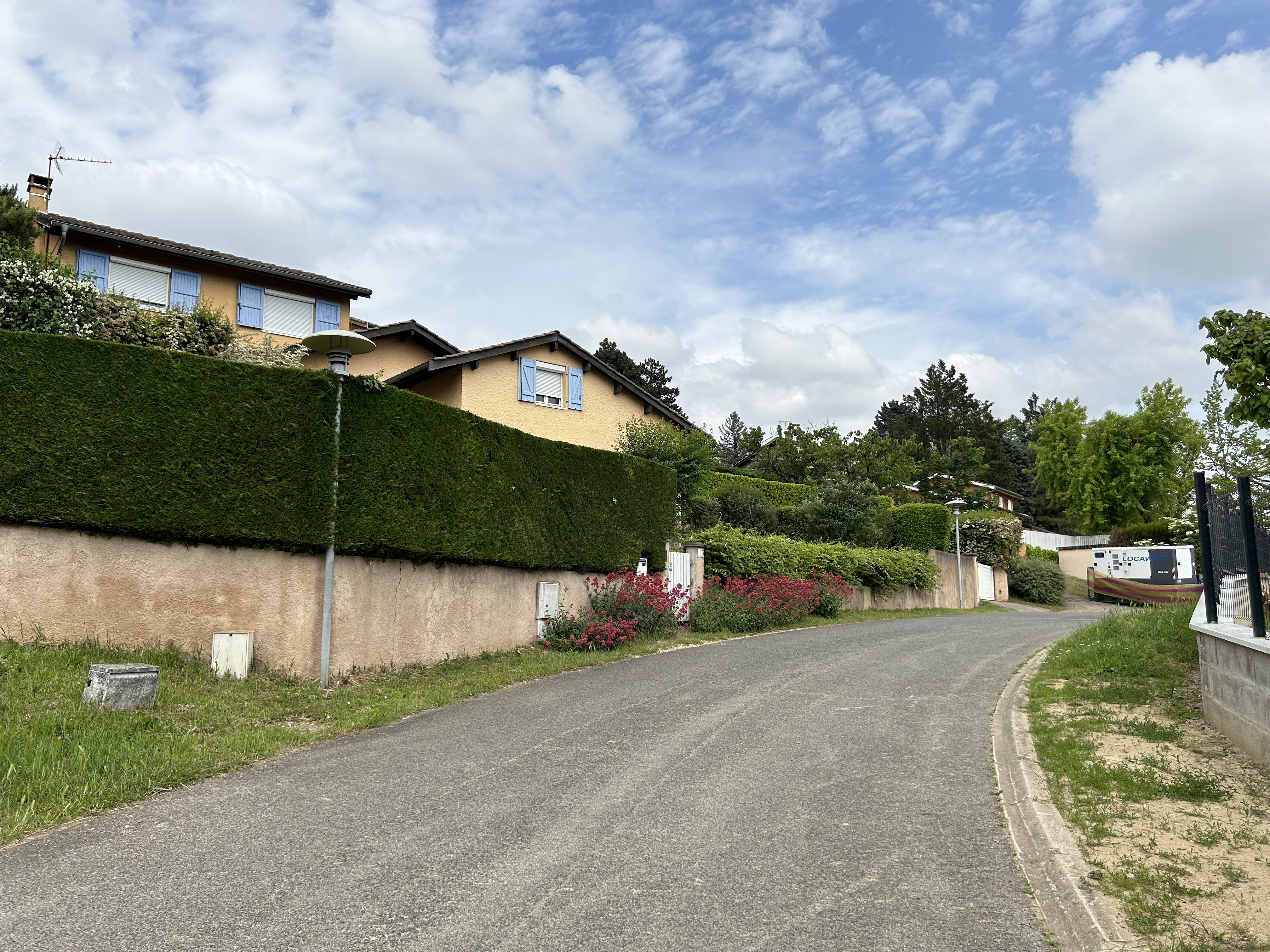
一处居民区

### 教育
马雪属于里昂学区。截至2021年1月1日，马雪境内共有1所小学。

### 医疗
截至2021年1月1日，马雪境内共有全科医生4名、保健师2名、护士2名、药房1家。
距离马雪最近的区域性医疗机构为西北医疗集团（Hôpitaux Nord-Ouest，其主病区特雷武西北医院（Hôpital de Trévoux）位于特雷武，距离马雪市区的正常车程大约12分钟，该院设有床位139个，是当地规模最大的公立综合性医院。

### 住房
2020年，马雪境内共有各类住房1,105套，其中85.3%为独立式居民区，14.0%为集中式居民区。常住房屋占马雪市镇范围内居民建筑总量的96.1%。
在住房保障政策方面，2022年，马雪境内共有60户家庭获得了住房经济补助，受益人数占总人口数量的2.4%，其中55份为房租补助。

### 商业
2021年，马雪境内共有各类实体商铺62家，其中餐厅8家、大型超市3家、面包房1家、肉铺1家、美容美发店2家、汽车维修店4家。镇中心建有一家欧尚超市。

### 体育
2021年，马雪境内共有2处网球场以及1处足球或橄榄球场。
截至2023年10月，马雪境内暂无任何注册足球俱乐部。

### 环境
马雪的环境事务由其所属的栋布索恩河谷市镇公共社区联合各级政府协调负责。2021年，马雪境内暂无污染企业。

### 治安
马雪及其附近的共86个市镇是特雷武国家宪兵队（zone gendarmerie de Trévoux）的管辖范围。2020年，该宪兵队累计记录各类案件5,716起，其中盗窃类案件3,300起，经济类案件852起，毒品交易类案件147起。

## 文化

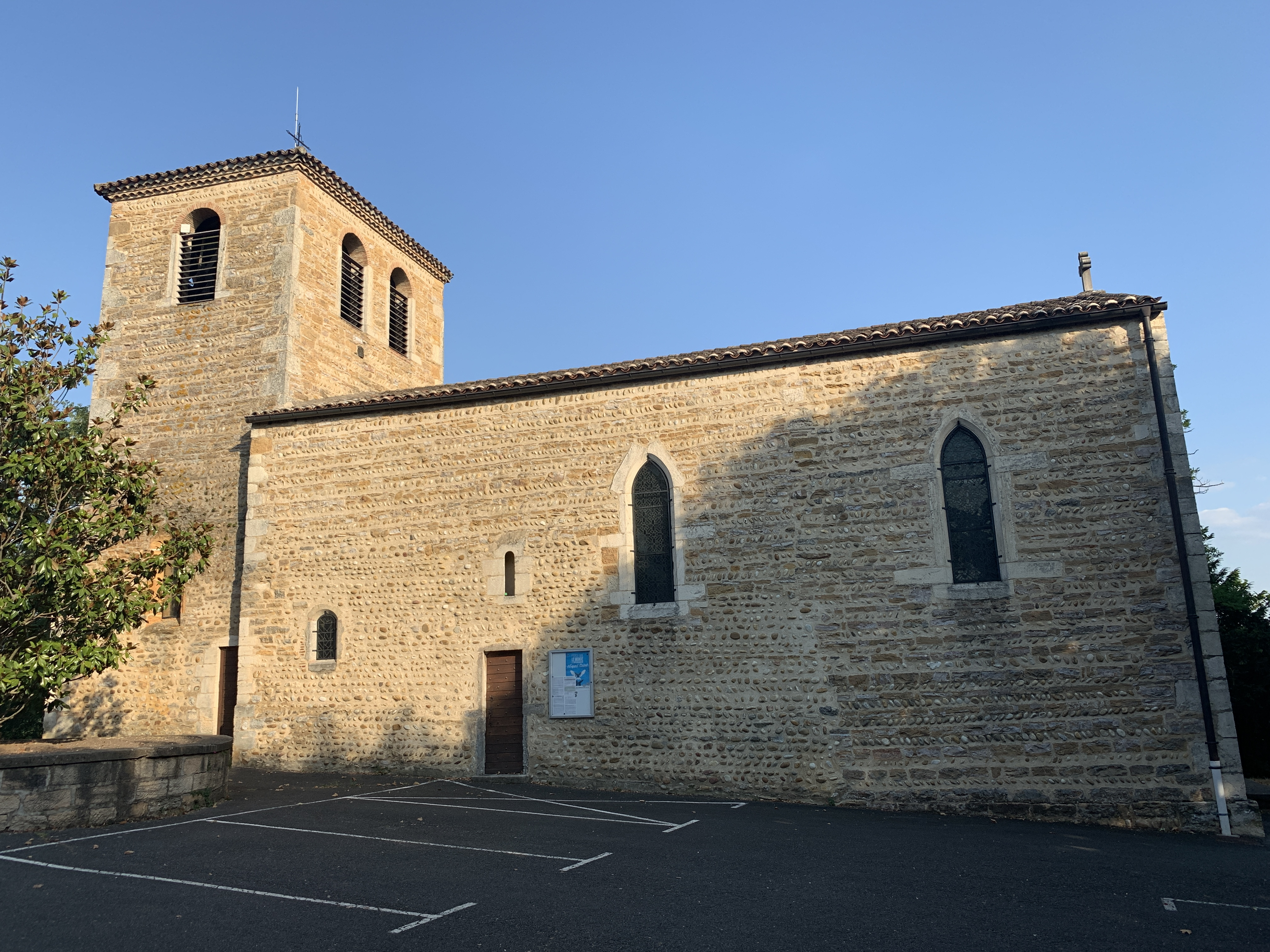
圣巴泰莱米教堂

2021年，马雪境内暂无任何文化设施。马雪市政府提供市政图书馆，每周二、三、六向公众开放。

### 建筑
马雪境内有多处历史建筑，其中圣巴泰莱米教堂（Église Saint-Barthélemy de Massieux）是法国国家文物保护单位。

### 旅游
马雪的旅游事务由其所属的栋布索恩河谷市镇公共社区负责。2023年，马雪境内共有2家酒店共计102间房间。

### 媒体
法国主要的媒体均可在马雪接收，法国电视三台下属的奥弗涅-罗讷-阿尔卑斯大区频道在部分时段播出马雪所在安省的地方新闻。《安省之声》、《进步报》、里昂第一广播、Scoop广播等是当地主要的地方性媒体。

## 友好城市
截至2023年10月，马雪暂未建立任何友好城市关系。